# Municipalidade da Região Metropolitana de Toronto

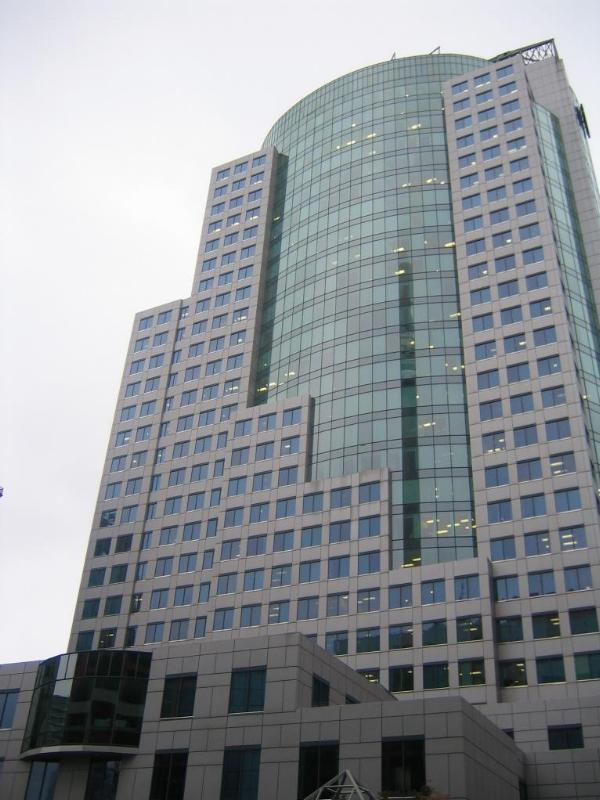
Metro Hall de Toronto.

A Municipalidade da Região Metropolitana de Toronto (em inglês: Municipality of Metropolitan Toronto) foi uma região administrativa da província de Ontário, Canadá, que abrangia as cidades de Toronto, Scarborough, East York, North York, York e Etobicoke. A municipalidade foi criada em 1957. As seis cidades foram fundidas em 1998, dando lugar à atual cidade de Toronto.